# 1379 Lomonosowa
Az 1379 Lomonosowa (ideiglenes jelöléssel 1936 FC) a Naprendszer kisbolygóövében található aszteroida. Grigorij Neujmin fedezte fel 1936. március 19-én.